# Олександрівський район (Запоріжжя)
Олексáндрівський райо́н (до 19 лютого 2016 року — Жовтневий) — адміністративно-територіальна одиниця міста Запоріжжя. Сучасний Олександрівський район займає площу району 11,2 км².

## Історія
На території сучасного Олександрівського району у 1770 році була заснована Олександрівська фортеця, а згодом — і місто Олександрівськ (15 березня 1921 року — перейменоване в м. Запоріжжя).
Сучасний Олександрівський район було утворено 2 вересня 1935 року під назвою Сталінський — на честь тогочасного радянського вождя, цю назву район зберігав до 1961 року, коли його було перейменовано на Жовтневий.
У 1962 році від Жовтневого району виокремився Шевченківський, а у 1977 році — Комунарський райони. 19 лютого 2016 року Олександрівський район отримав свою сучасну назву.

## Населення
Населення району станом на 1 січня 2016 року становить 68,5 тисяч осіб, однак має тенденцію до зменшення в останні роки:
| Рік                    | 2001 | 2009   | 2010   | 2011   | 2016 |
| Чисельність, тис. осіб | 76,3 | 72,043 | 71,270 | 70,933 | 68,5 |

### Мовний склад
Рідна мова населення за даними перепису 2001 року:
| Мова       | Чисельність, осіб | Доля     |
| ---------- | ----------------- | -------- |
| Українська | 27 550            | 36,32 %  |
| Російська  | 47 110            | 62,11 %  |
| Інше       | 1 192             | 1,57 %   |
| Разом      | 75 852            | 100,00 % |

## Історико-архітектурна забудова

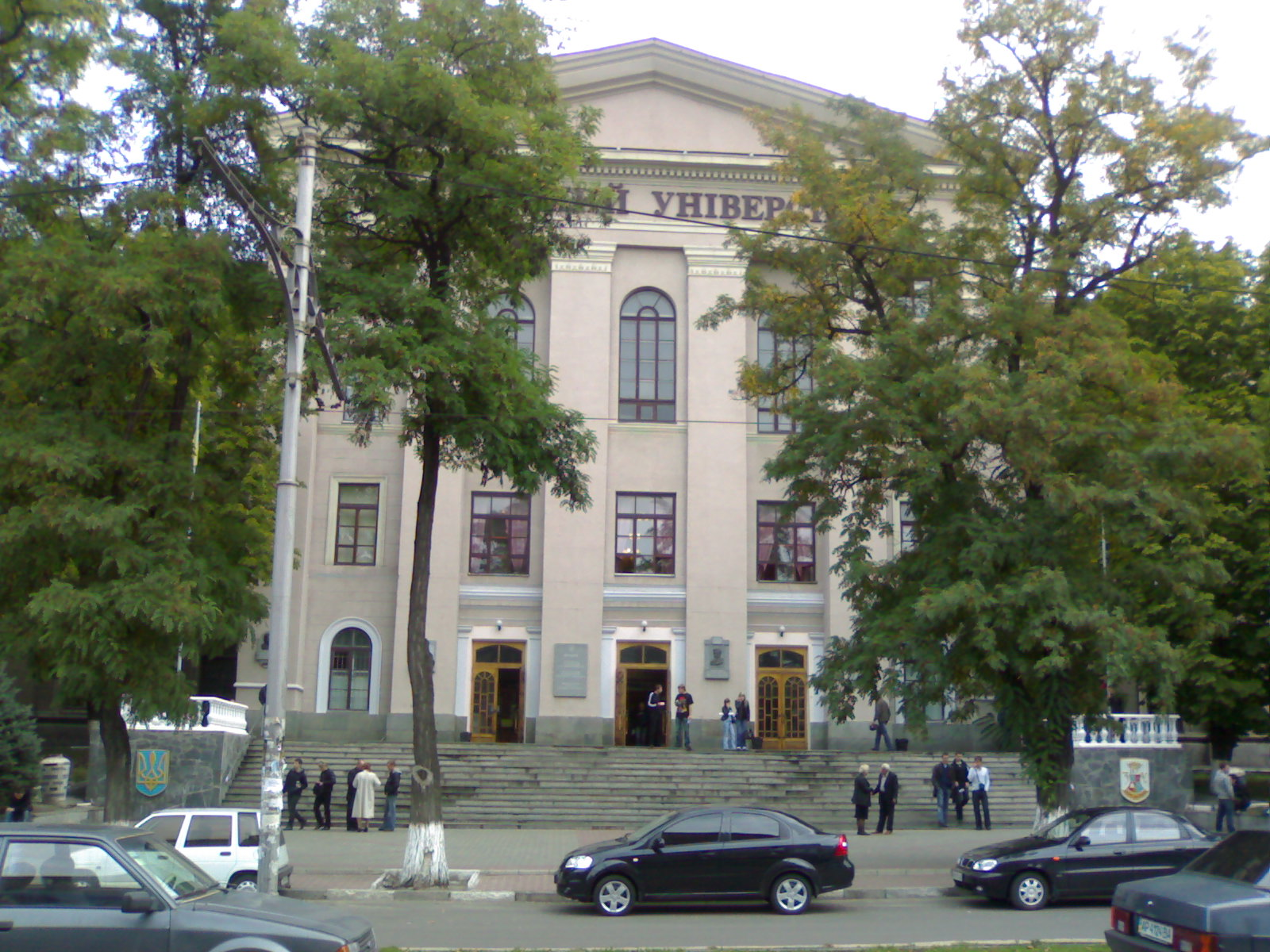
Головний корпус ЗНТУ
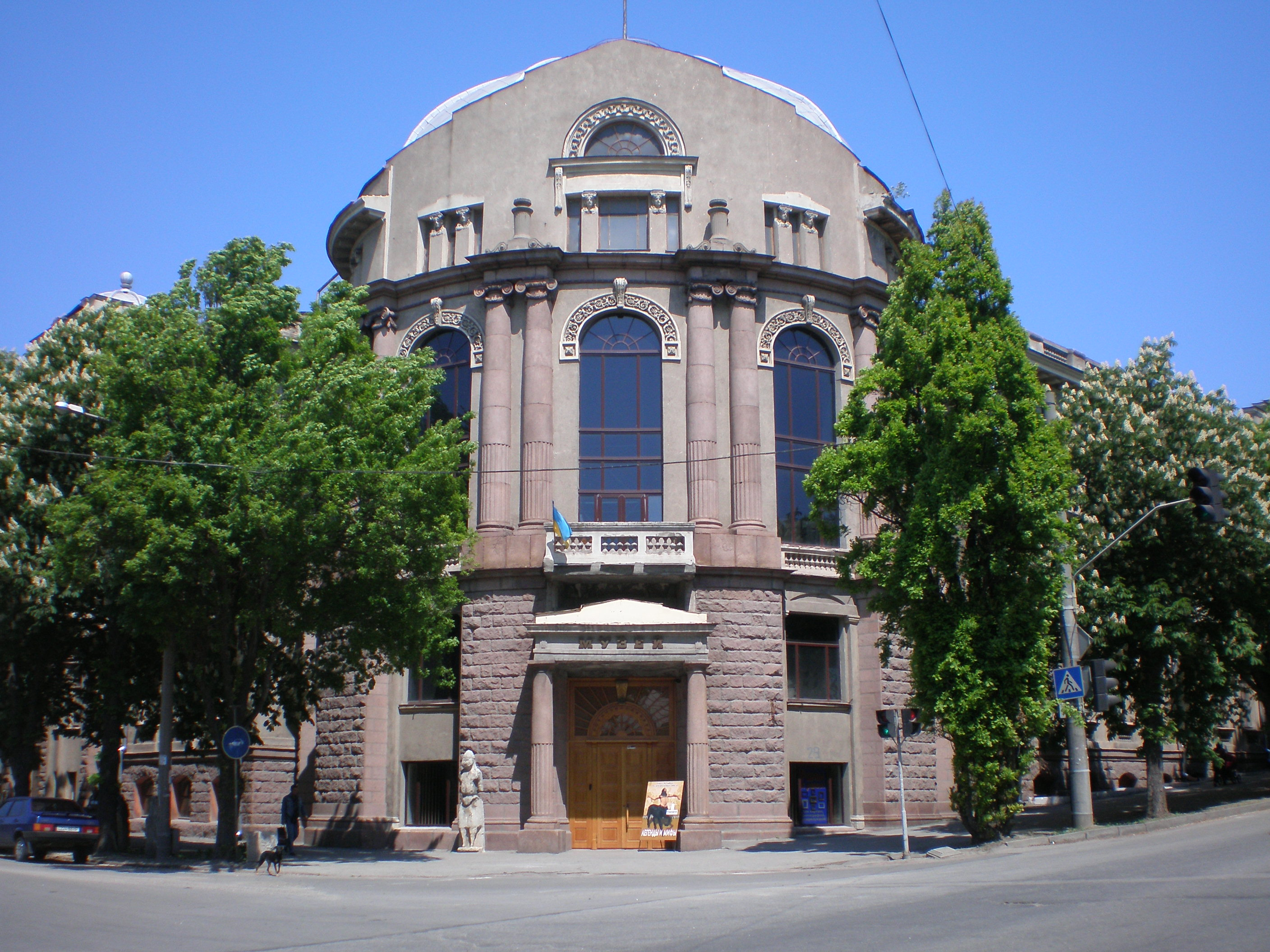
Краєзнавчий музей
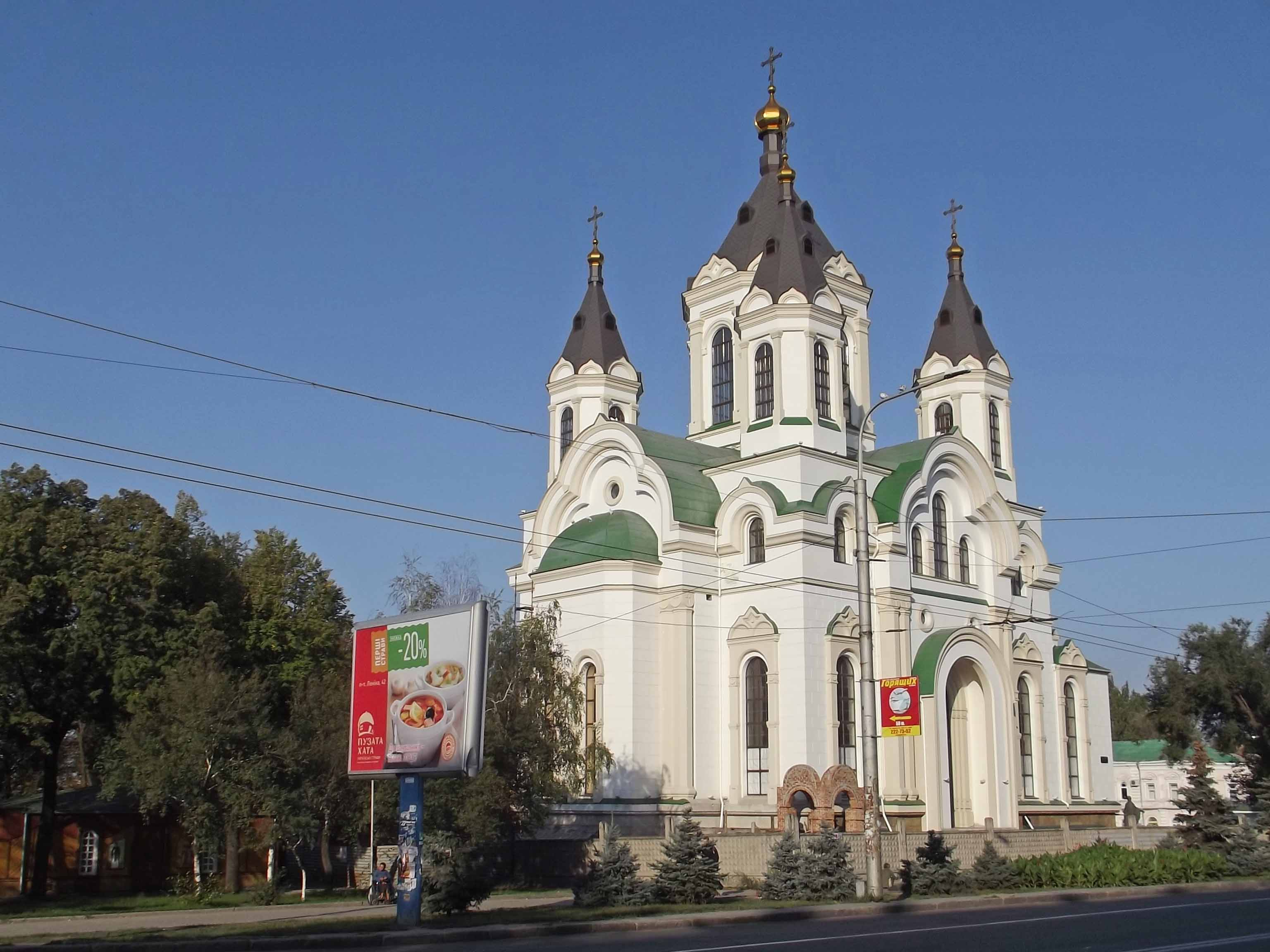
Свято-Покровський кафедральний собор
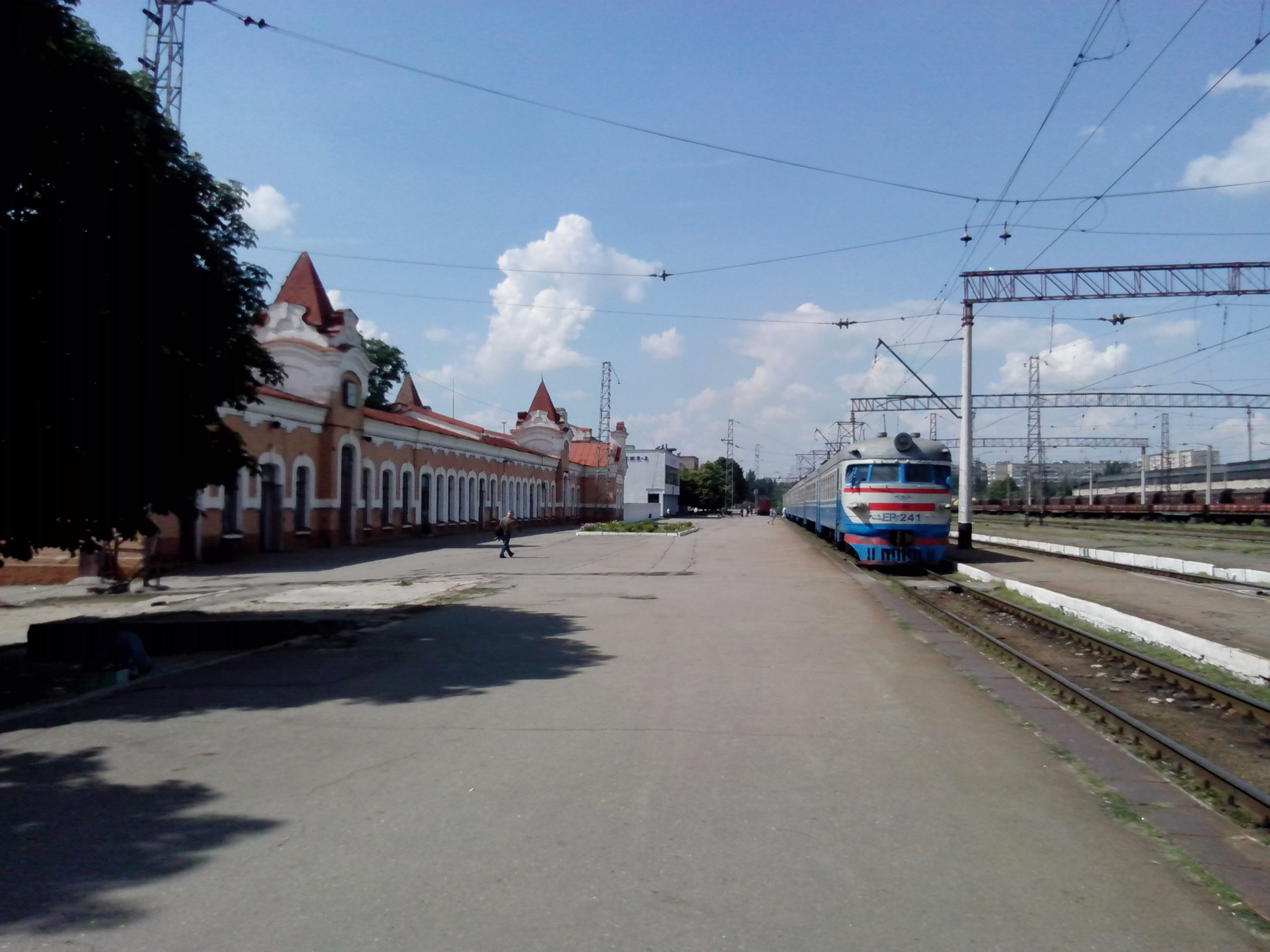
Залізничний вокзал Запоріжжя II
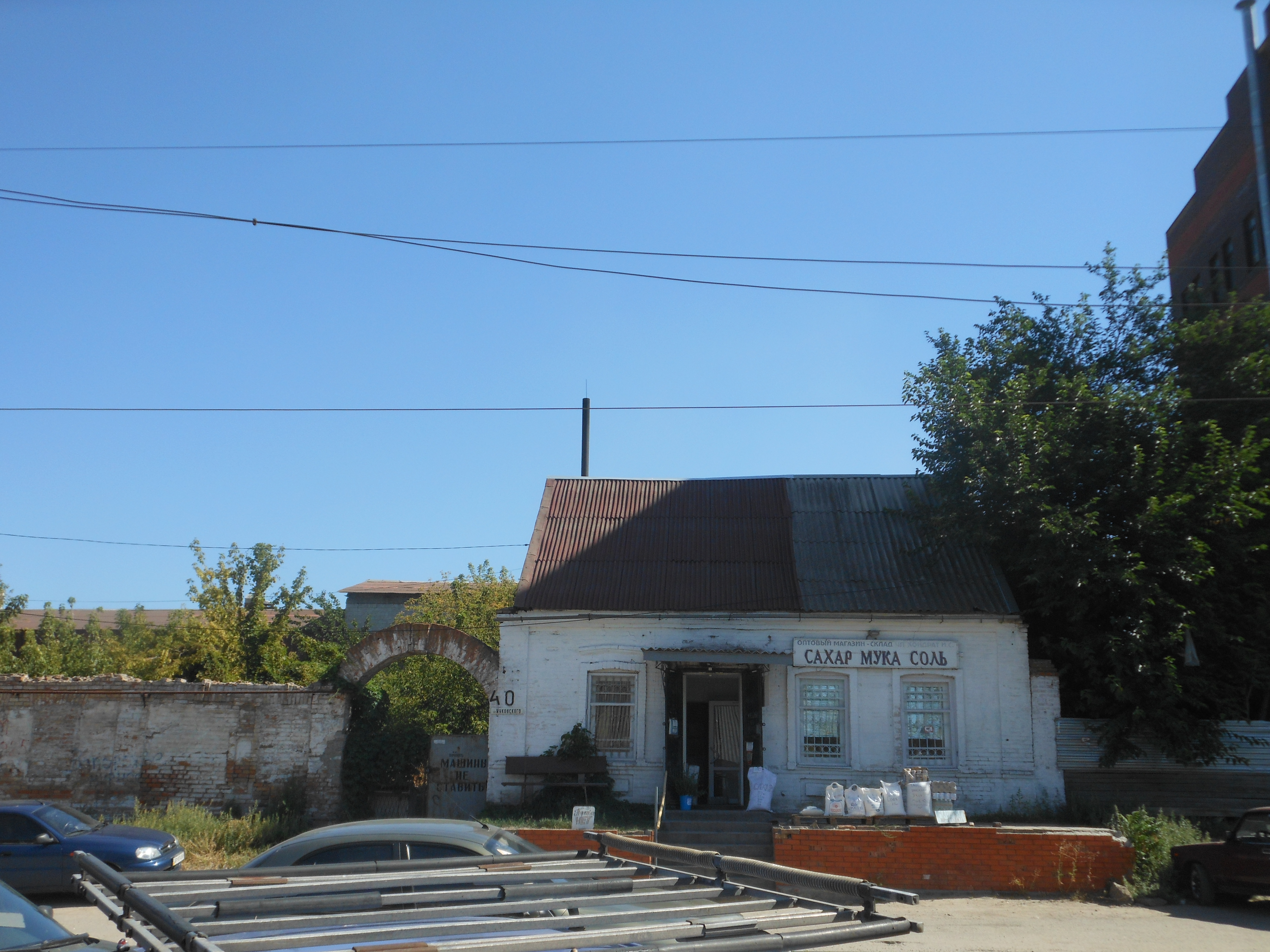
Будинок № 40 по вул. Жуковського
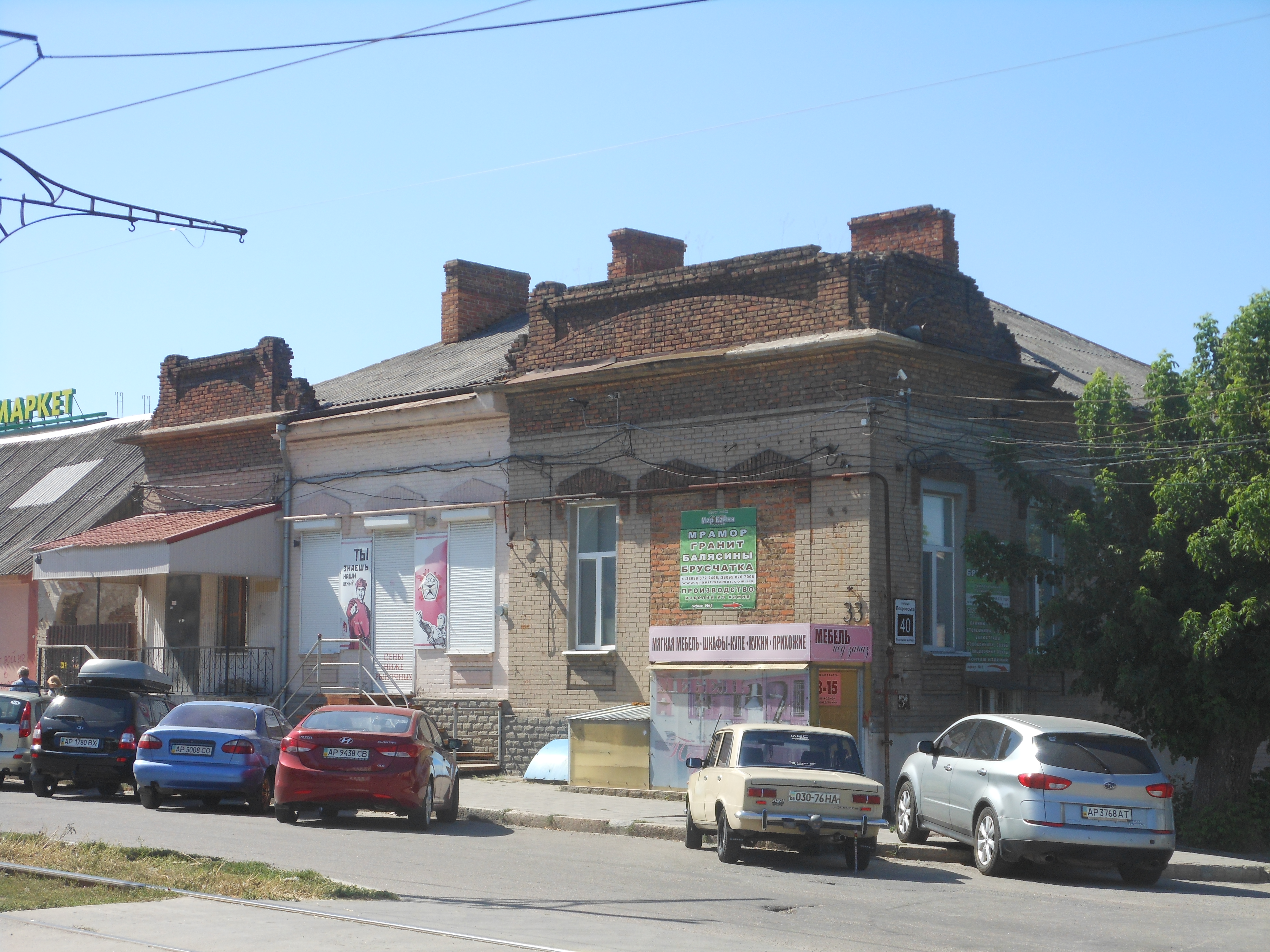
Будинок № 40 по вул. Покровська
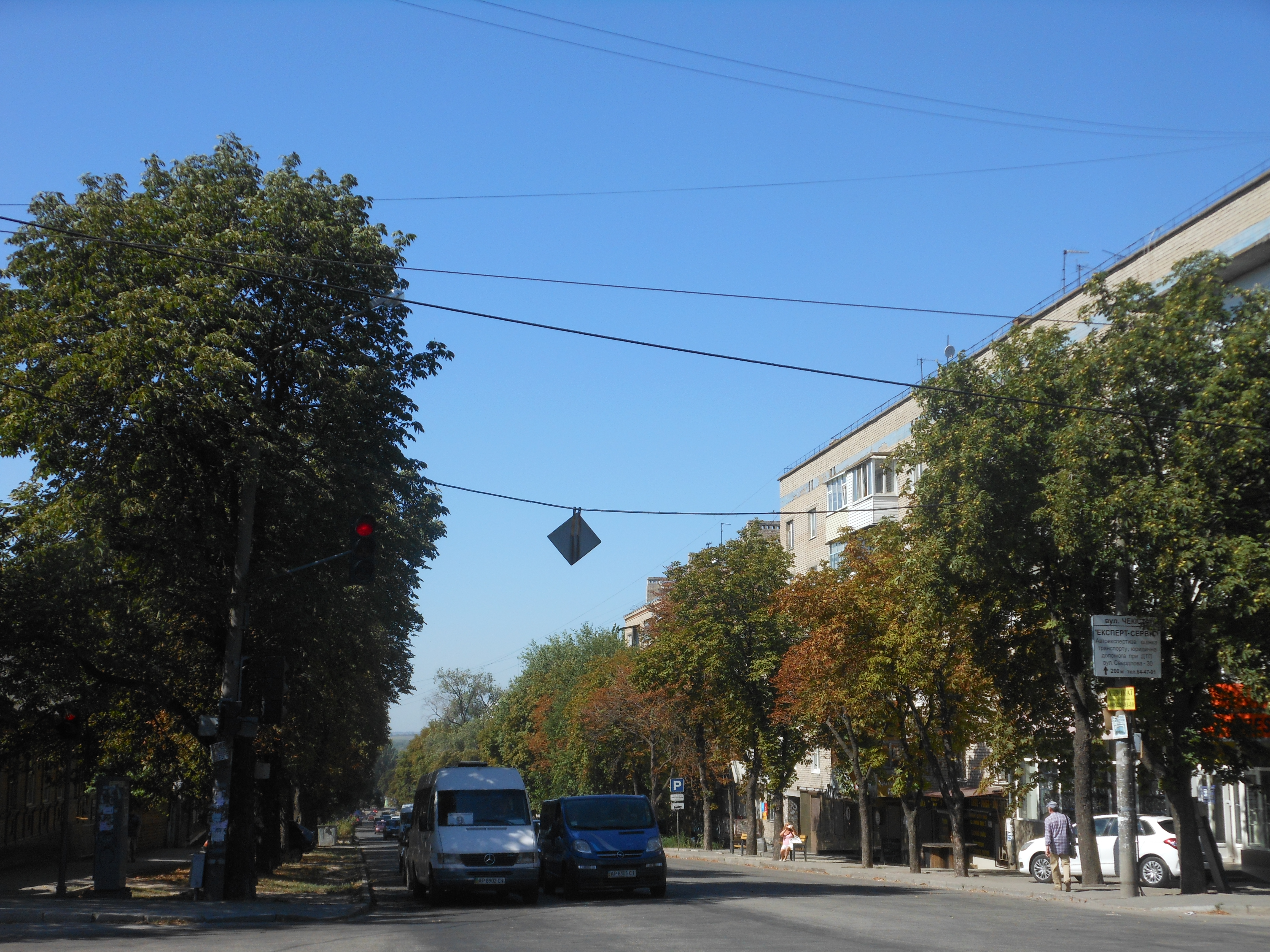
Вулиця Троїцька (колишня Чекістів)
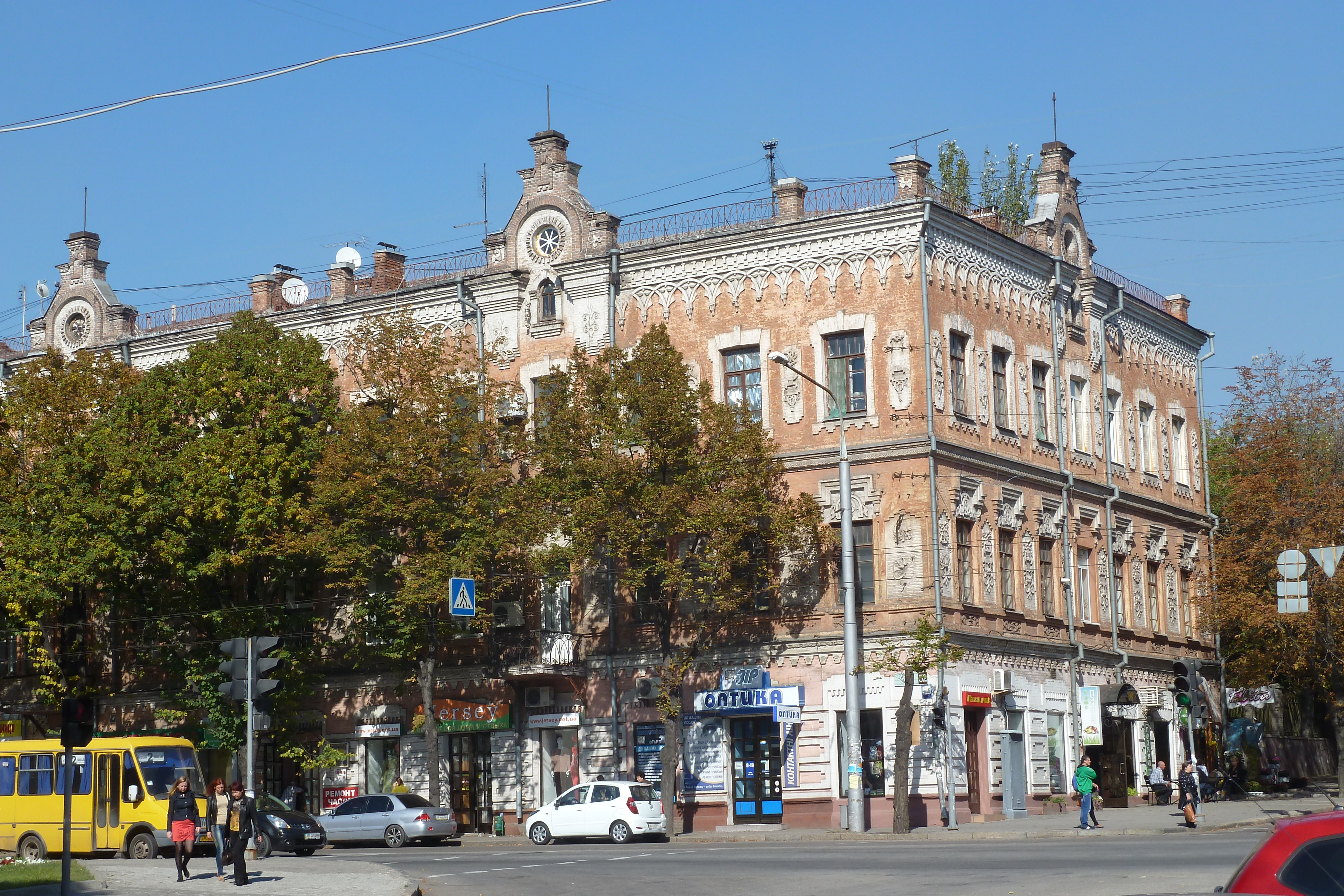
Будинок Лещинського
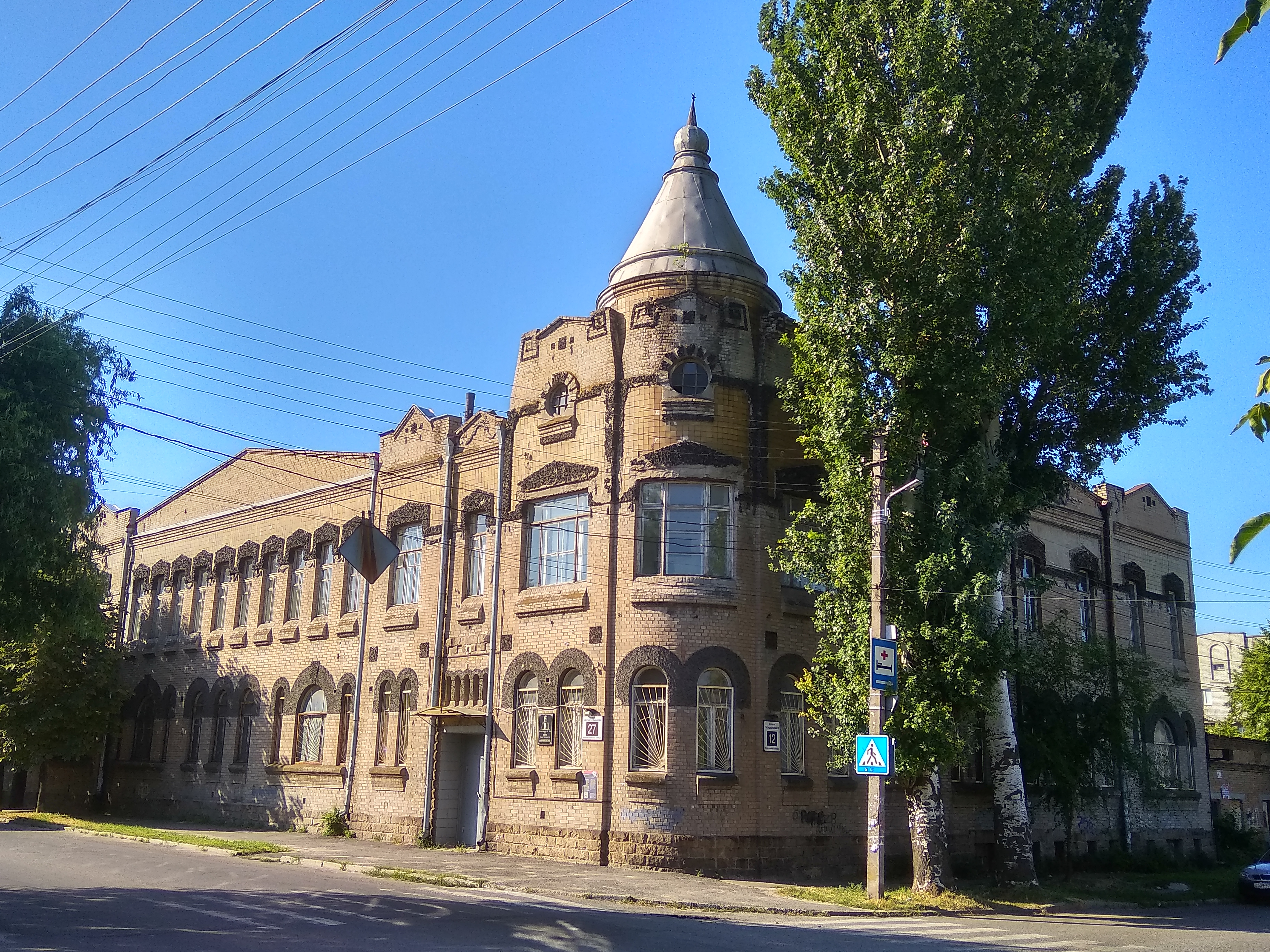
Будинок лікарні Г. Б. Бера, вул. Св. Миколая, 27

## Економіка
Економічний потенціал району налічує понад 3300 підприємств, організацій і установ різних форм власності.
Основними галузями господарства Олександрівського району є:
- торгівля
- банківська справа
- машинобудування
- транспорт і зв'язок
- легка промисловість
- виробництво і розподілення води та теплоенергії
- будівництво; операції з нерухомістю
- юридичні послуги, освіта, видавнича справа
- діяльність у сфері інформатизації, культури і відпочинку тощо.

Серед 17 промислових підприємств, розташованих на території району,  найстарішими є: ВАТ «Запорізький електровозоремонтний завод (ЗЕРЗ)» (1905 р.), Запорізький суднобудівний-судноремонтний завод (1913 р.), державне комунальне підприємство «Водоканал» (перші згадки у 1893 році).

## Транспорт
В районі розташований залізничний вокзал Запоріжжя II, Запорізька дирекція залізничних перевезень Придніпровської залізниці, а також приміська автостанція № 3.

## Освіта і культура
Нині тут зосереджена переважна більшість провідних вишів (Запорізький національний університет, Запорізький національний технічний університет, Класичний приватний університет), професійних навчальних закладів (Запорізький коледж радіоелектроніки, Запорізький професійний ліцей залізничного транспорту, Запорізький ліцей водного транспорту та інші), значна кількість культурно-мистецьких установ обласного підпорядкування (Запорізька обласна універсальна наукова бібліотека, Запорізький обласний краєзнавчий музей, Запорізький академічний обласний український музично-драматичний театр імені В. Г. Магара, Запорізький обласний театр ляльок, Центральний парк культури і відпочинку «Дубовий Гай», Центр науково-технічної інформації), редакції газет «Запорозька Січ», «Запорізька правда», «Індустріальне Запоріжжя», «Верже», «МІГ» та інші.
У районі розташовані культові споруди: Свято-Покровський кафедральний обор, відбудований у 1993—2007 рр. (проспект Соборний, 37), мечеть (вул. Пушкіна, 68), синагога, збудована у 2005—2012 рр. (вул. Шкільна, 27); збереглися також будівлі двох колишніх олександрівських синагог (вул. Тургєнєва, 22 та вул. Троїцька, 27).